# Бірківська сільська рада (Зміївський район)
Бі́рківська сільська́ ра́да — адміністративно-територіальна одиниця та орган місцевого самоврядування у Зміївському районі Харківської області. Адміністративний центр — село Бірки.

## Загальні відомості
- Бірківська сільська рада утворена в 1922 році.
- Територія ради: 97,966 км²
- Населення ради: 5 948 осіб (станом на 2001 рік)

## Населені пункти
Сільській раді були підпорядковані населені пункти:
- с. Бірки
- с. Гужвинське
- с. Джгун
- с. Залізничні Бірки
- с. Кирюхи
- с. Кисле
- с. Кравцове
- с. Кукулівка
- с. Першотравневе
- с. Погоріле
- с. Федорівка

## Склад ради
Рада складалася з 30 депутатів та голови.
- Голова ради: Давиденко Тетяна Станіславівна
- Секретар ради: Гавриленко Світлана Леонідівна

### Керівний склад попередніх скликань
| Прізвище, ім'я, по батькові    | Основні відомості                                                         | Дата обрання | Дата звільнення |
| ------------------------------ | ------------------------------------------------------------------------- | ------------ | --------------- |
| Афанасьєва Зоя Петрівна        | Сільський голова, 1961 року народження, член Партії регіонів              | 26.03.2006   | 10.07.2008      |
| Давиденко Тетяна Станіславівна | Сільський голова, 1967 року народження, освіта вища, позапартійна         | 10.01.2009   | 31.10.2010      |
| Давиденко Тетяна Станіславівна | Сільський голова, 1967 року народження, освіта вища, член Партії регіонів | 31.10.2010   |                 |

Примітка: таблиця складена за даними сайту Верховної Ради України

### Депутати
За результатами місцевих виборів 2010 року депутатами ради стали:

#### За суб'єктами висування
| Суб'єкт висування                 | Кількість обраних депутатів | %    |
| --------------------------------- | --------------------------- | ---- |
| Партія регіонів                   | 18                          | 60   |
| Політична партія «Сильна Україна» | 5                           | 16,7 |
| Комуністична партія України       | 4                           | 13,3 |
| Самовисування                     | 3                           | 10   |

#### За округами
| № округу                          | Прізвище, ім'я, по батькові     | Дата визнання обраним | Освіта             | Партійна приналежність                  | Відомості про обраного депутата                                     |
| --------------------------------- | ------------------------------- | --------------------- | ------------------ | --------------------------------------- | ------------------------------------------------------------------- |
| Комуністична партія України       |                                 |                       |                    |                                         |                                                                     |
| 8                                 | Огурцова Надія Семенівна        | 01.11.2010            | вища               | член Комуністичної партії України       | Інститут птахівництва НААН, науковийспів робітник                   |
| 13                                | Кульбашний Григорій Іванович    | 01.11.2010            | середня            | позапартійний                           | пенсіонер                                                           |
| 16                                | Обозний Олександр Володимирович | 01.11.2010            | середня спеціальна | позапартійний                           | ДПДГ «Борки», бригадир тракторної бригади                           |
| 18                                | Чередник Людмила Вікторівна     | 01.11.2010            | середня            | член Комуністичної партії України       | Зміївська філія, контро-лер                                         |
| Партія регіонів                   |                                 |                       |                    |                                         |                                                                     |
| 1                                 | Рябоконь Олександр Юрійович     | 01.11.2010            | вища               | позапартійний                           | приватний підприємець                                               |
| 3                                 | Нарикін Олександр Миколайович   | 01.11.2010            | вища               | позапартійний                           | ДПДГ «Борки», головний агроном                                      |
| 4                                 | Ворвуль Євдокія Іванівна        | 01.11.2010            | вища               | позапартійна                            | пенсіонер                                                           |
| 5                                 | Сєвєров Олег Миколайович        | 01.11.2010            | вища               | член Партії регіонів                    | с. Бірки Будинок культури, завідую-чий БК с. Бірки                  |
| 6                                 | Катеринич Вікторія Миколаївна   | 01.11.2010            | середня спеціальна | позапартійна                            | приватний підприємець                                               |
| 7                                 | Руда Світлана Вікторівна        | 01.11.2010            | вища               | позапартійна                            | Інститут птахівниц-тва НААН, м.н.с. лаб. генетики і селекції        |
| 10                                | Оніщенко Ольга Євгенівна        | 01.11.2010            | вища               | позапартійна                            | Інститут птахівниц-тва НААН, провідний спеціаліст з правових питань |
| 12                                | Гаврютіна Олена Василівна       | 01.11.2010            | вища               | позапартійна                            | Бірківська загальноосвітня школа, педагог організа-тор              |
| 17                                | Жоян Олександр Васильович       | 01.11.2010            | середня спеціальна | позапартійний                           | ДПДГ «Борки», бригадир рибництва                                    |
| 19                                | Ляскало Станіслав Олексійович   | 01.11.2010            | середня спеціальна | позапартійний                           | приватний підприємець                                               |
| 20                                | Дімітрієва Вікторія Вікторівна  | 01.11.2010            | вища               | позапартійна                            | ВАТ «Укртеле-ком», інженер електро-зв'язку                          |
| 22                                | Гавриленко Світлана Леонідівна  | 01.11.2010            | вища               | позапартійна                            | Бірківська сільська рада, секретар Бірківської сільськоїради        |
| 23                                | Кухтін Євген Іванович           | 01.11.2010            | середня спеціальна | член Партії регіонів                    | приватний підприємець                                               |
| 25                                | Руда Жанна Іванівна             | 01.11.2010            | вища               | член Партії регіонів                    | Першотравневий дошкільний навчальний заклад, практичний психолог    |
| 27                                | Волошина Олена Миколаївна       | 01.11.2010            | вища               | позапартійна                            | Першотравнева гімназія, соціальний педагог                          |
| 28                                | Питимко Катерина Леонідівна     | 01.11.2010            | середня спеціальна | позапартійна                            | Першотравнева амбулаторія, медична сестра                           |
| 29                                | Сльота Віктор Борисович         | 01.11.2010            | середня спеціальна | позапартійний                           | приватний підприємець                                               |
| 30                                | Благій Володимир Степанович     | 01.11.2010            | середня спеціальна | позапартійний                           | пенсіонер                                                           |
| Політична партія «Сильна Україна» |                                 |                       |                    |                                         |                                                                     |
| 2                                 | Афанасьєв Олександр Антонович   | 01.11.2010            | середня            | член Політичної партії «Сильна Україна» | тимчасово не працює                                                 |
| 9                                 | Афанасьєв Сергій Олександрович  | 01.11.2010            | середня            | член Політичної партії «Сильна Україна» | приватний підприємець                                               |
| 11                                | Ліверець Володимир Юрійович     | 01.11.2010            | вища               | член Політичної партії «Сильна Україна» | приватний підприємець                                               |
| 14                                | Пономаренко Олег Іванович       | 01.11.2010            | вища               | член Політичної партії «Сильна Україна» | Ведення підсобного господарства                                     |
| 15                                | Тимчук Людмила Аркадіївна       | 01.11.2010            | середня            | член Політичної партії «Сильна Україна» | приватний підприємець                                               |
| Самовисування                     |                                 |                       |                    |                                         |                                                                     |
| 21                                | Попова Олена Ігорівна           | 01.11.2010            | вища               | член Єдиного Центру                     | тимчасово не працює                                                 |
| 24                                | Попсуй Лариса Іванівна          | 01.11.2010            | вища               | позапартійна                            | Першотравнева гімназія, вчитель                                     |
| 26                                | Пушкаренко Любов Павлівна       | 01.11.2010            | вища               | позапартійна                            | Першотра-вневагімназія, заступник директора з ВР                    |